# William Jayne
William A. Jayne (* 8. Oktober 1826 in Springfield, Illinois; † 20. März 1916 ebenda) war ein US-amerikanischer Arzt und Politiker und von 1861 bis 1863 der 1. Territorialgouverneur im Dakota-Territorium.

## Frühe Jahre und politischer Aufstieg
William Jayne besuchte das Illinois College und studierte dann bis 1849 an der University of Missouri Medizin. Danach eröffnete er in Springfield eine Arztpraxis. In dieser Zeit gehörte Abraham Lincoln zu seinen Patienten. William Jayne war auch politisch aktiv und war zwischen 1859 und 1861 Bürgermeister von Springfield. Seit 1860 gehörte er dem Senat von Illinois an. Im Jahr 1861 trat er von seinen Ämtern zurück, nachdem er von Präsident Lincoln zum ersten Gouverneur des Dakota-Territoriums ernannt worden war.

## Territorialgouverneur
William Jayne übte das Amt des Territorialgouverneurs zwischen Mai 1861 und März 1863 aus. Er teilte die besiedelten Gebiete in Verwaltungsbezirke ein. Als Nächstes wurden allgemein verbindliche Gesetze erlassen. Dazu gehörte neben dem Zivil- und Strafrecht auch die Steuergesetzgebung. Der Gouverneur begründete auch das erste Schulsystem in seinem Territorium und die erste Miliz des Landes. Von den Vorgängen des gleichzeitig in den USA stattfindenden Bürgerkrieges blieb das Dakota-Territorium weitgehend verschont. Dafür musste man sich seit 1862 mit Indianeraufständen auseinandersetzen. Diese waren auch der eigentliche Grund für die Gründung der Miliz. Die Kämpfe sollten sich mit Unterbrechungen durch das gesamte Jahrzehnt ziehen. Nachdem Jayne als Vertreter seines Territoriums in das US-Repräsentantenhaus gewählt worden war, trat er als Gouverneur zurück.

## Weiterer Lebenslauf
Zwischen dem 4. März 1863 und dem 17. Juni 1864 war er Delegierter im US-Kongress. Dann musste er zurücktreten, weil einer Wahlanfechtung stattgegeben wurde. Daraufhin kehrte er nach Springfield zurück, wo er wieder als Arzt arbeitete und zwischen 1865 und 1880 mit Unterbrechungen dreimal zum Bürgermeister gewählt wurde. Im Jahr 1869 wurde er von Präsident Ulysses S. Grant zum Rentenbeauftragten (Pension Agent) der Bundesregierung ernannt. Dieses Amt übte er vier Jahre lang aus. Außerdem war Jayne in leitender Funktion im Vorstand der First National Bank of Springfield. Seit 1850 war er mit Julia Witherbee verheiratet, mit der er sechs Kinder hatte.